# Rony García
Rony García (San Pedro Sula, Cortés, Honduras; 13 de noviembre de 1982) es un futbolista de nacionalidad hondureña. Juega de guardameta, su primer equipo fue el Club Deportivo Motagua. Actualmente juega en el Club Deportivo Parrillas One de Honduras.

## Trayectoria
Rony García formó parte del Club Deportivo Motagua desde 2002 hasta 2009, con este club consiguió algunos títulos de liga y una Copa Interclubes de la UNCAF. En el año 2009 pasa a formar parte del Club Deportivo Necaxa, club con el que militó en la Primera División de Honduras por tres años. Salió de este club después de la desaparición de tal. En el año 2012 llega al Club Deportivo Parrillas One con el que consiguió el ascenso a la Primera División de Honduras. Actualmente juega en este club.

## Clubes
| Club                         | País     | Año           |
| ---------------------------- | -------- | ------------- |
| Club Deportivo Motagua       | Honduras | 2002-2009     |
| Club Deportivo Necaxa        | Honduras | 2009-2011     |
| Club Deportivo Parrillas One | Honduras | 2012-Presente |

## Palmarés

### Campeonatos nacionales
| Título                              | Club                   | País     | Año           |
| ----------------------------------- | ---------------------- | -------- | ------------- |
| Liga Nacional de Fútbol de Honduras | Club Deportivo Motagua | Honduras | Apertura 2006 |

### Campeonatos internacionales
| Título                       | Club                   | Región        | Año                         |
| ---------------------------- | ---------------------- | ------------- | --------------------------- |
| Copa Interclubes de la UNCAF | Club Deportivo Motagua | Centroamérica | Copa Interclubes UNCAF 2007 |